# والتر برستون
والتر برستون (بالإنجليزية: Walter Preston)‏ هو محامي وسياسي أمريكي، ولد في 18 يوليو 1819 في مقاطعة واشنغطون في الولايات المتحدة، وتوفي بنفس المكان في 1 نوفمبر 1867.